# Electrical Water Pageant
Electrical Water Pageant est un spectacle nocturne prenant place sur le Seven Seas Lagoon de Walt Disney World Resort. Il est présenté depuis le 26 octobre 1971 et est le prédécesseur de la Main Street Electrical Parade, lancée en 1972. Il a subi plusieurs mises à jour depuis le début.

## Le spectacle
Le spectacle est constitué de barges surmontées d'écran de 7,6 m de haut garnis de lampes. La procession est composée de plusieurs barges faisant le tour du Seven Seas Lagoon. Elle débute à 21h ou juste après la fin du feu d'artifice (entre 7 et 20 min après) par le Disney's Polynesian Resort, pour lequel elle servit de cérémonie d'inauguration du Polynesian Luau.
La procession se poursuit et passe à :
- 21h15 devant le Disney's Grand Floridian Resort
- 21h35 devant le Disney's Wilderness Lodge Resort
- 21h45 devant le Disney's Fort Wilderness Resort
- 22h05 devant le Disney's Contemporary Resort
- 22h20 devant le Magic Kingdom lors des soirées prolongées

Le spectacle comprend 7 barges représentant des animaux de la mer sous la direction de Triton. On peut reconnaître une tortue, une baleine, des dauphins et un serpent de mer (Triton en personne). Un second décor sur chaque barge s'illumine à la fin du passage devant l'un des points. Des étoiles et le drapeau américain apparaît alors dans un "élan patriotique".
Le spectacle se déroule avec plusieurs thèmes musicaux dont 
- Baroque Hoedown par Jean-Jacques Perrey et Gershon Kingsley, réutilisé pour la Main Street Electrical Parade
- Fanfare de La Petite Sirène